# Александру Русу
Александру Русу (рум. Alexandru Rusu; 22 листопада 1884, Шеулія — 9 травня 1963, Герла) — румунський греко-католицький єпископ єпархії Марамурешу, церковний і громадсько-політичний діяч. Блаженний.

## Життєпис
Народився в Шеулії в Трансільванії, яка тоді належала до Австро-Угорської імперії (тепер комуна Шеулія, повіт Муреш, у центральній Румунії). Був одним із дванадцяти дітей греко-католицького священника. У 1896–1903 роках навчався в Бистриці, Тиргу-Муреші і Блажі. У 1903 році отримав направлення до Будапешта на богословські студії, які він закінчив, отримавши докторський ступінь (1910).
20 липня 1910 року отримав священниче рукоположення, а потім став професором богослов'я в Богословській академії та в середній школі в Блажі. У 1920 році був призначений секретарем митрополита, а в 1923 році — каноніком катедральної капітули. У 1925–1930 роках був ректором Богословської академії в Блажі, в 1911–1918 роках, редактором «Cultura Creştină», в 1922–1930 роках редактором, а потім головним редактором тижневика «Unirea».

### Єпископ
17 жовтня 1930 року папа Пій XI призначив Александру Русу єпископом новоствореної єпархії Марамурешу зі столицею в Бая-Маре.
Єпископську хіротонію отримав 30 січня 1931 року в соборі Успіння Божої Матері в Бая-Маре з рук Васіле Сучіу, архієпископа Фаґараша і Альба-Юлії. Як єпископ інтенсивно займався організацією нової єпархії і став сенатором вищої палати румунського парламенту.
У 1940 році, після Другого Віденського арбітражу, вся єпархія Марамурешу, за винятком кількох руських парафій на Буковині, потрапила під управління Угорщини. Єпископ Александру Русу жив у Бая-Маре під загрозою фашистського терору.
Після смерті Александру Ніколеску, митрополита Фаґараша і Альба-Юлії та глави Румунської греко-католицької церкви, виборний синод обрав 16 березня 1946 року його наступником єпископа Александру Русу. Вибори були визнані Святим Престолом, але комуністичний уряд Петра Грози не визнав цих виборів. У результаті митрополія Румунської греко-католицької церкви аж до 1990 року залишалася вакантною.

### Арешт і ув'язнення
28 жовтня 1948 року Александра Русу був заарештований, а потім ув'язнений співробітниками Міністерства внутрішніх справ. Спочатку його утримували в Драгославеле (повіт Арджеш), потім у лютому 1949 року в православному монастирі в Чіороґарлі (повіт Ілфов), а в травні 1950 року він був переведений у в'язницю Сигіт, де пробув до 1955 року.
Після перебування в Сигіті йому довелося лікуватися в шпиталі в Бухаресті. Згодом комуністична влада наказала йому залишитися в монастирі Куртя-де-Арджеш, а потім він був ізольований від інших єпископів та поселений в монастирі Нікуліцель (повіт Тулча).
У 1956 році разом з греко-католицькими єпископами Юліу Хоссу і Йоаном Беланом написав меморіал про відновлення прав румунської греко-католицької церкви. Документ був переданий комуністичним органам Румунії та за кордон. Меморіал підтримали тисячі підписів греко-католиків з усієї країни. 12 серпня 1956 року священики Васіле Чіндріш та Ізідор Ґюрко відслужили Божественну Літургію біля церкви Святої Трійці в Клужі. Це вважалося порушенням закону і відповідальність за цей інцидент комуністи поклали також і на єпископа Руссу. В 1957 році Військовий суд м. Клуж засудив його до 25 років виправних робіт «за розпалювання і зраду». Ув'язнення відбував у Герлі.
Після тривалої хвороби нирок єпископ Александру Русу помер 9 травня 1963 року у в'язниці м. Герла. Похований на цвинтарі для в'язнів без будь-яких церковних обрядів.

## Беатифікаційний процес
19 березня 2019 року папа Франциск уповноважив Конгрегацію в справах святих оприлюднити декрет про визнання мученицької смерті греко-католицьких румунських єпископів Валеріу Траяна Френціу, Васіле Афтеніє, Йоана Сучіу, Тита Лівіу Кінезу, Йоана Белана, Александру Русу і Юліу Хоссу, «вбитих з ненависті до віри в різних місцевостях Румунії між 1950 і 1970 роками».
25 березня 2019 року було підтверджено, що папа Франциск беатифікує Русу та інших прелатів 2 червня під час Літургії на полі Свободи в Блажі.
Проголошений блаженним 2 червня 2019 року папою Франциском під час Святої Літургії в місті Блаж.